# Devade miranda
Espèce
Devade miranda est une espèce d'araignées aranéomorphes de la famille des Argyronetidae.

## Répartition
Cette espèce est endémique de l'oblys d'Atyraou au Kazakhstan,. Elle se rencontre dans les environs d'Inderborskii.

## Description
La carapace du mâle holotype mesure 1,05 mm de long sur 0,75 mm et l'abdomen 1,15 mm de long.

## Systématique et taxinomie
Cette espèce a été décrite par Ponomarev en 2007.

## Publication originale
- Ponomarev, 2007 : « New taxa of spiders (Aranei) from the south of Russia and western Kazakhstan. » Caucasian Entomological Bulletin, vol. 3, no 2, p. 87-95.